# Mónica Macha
Mónica Fernanda Macha (Buenos Aires, 17 de febrero de 1972) es una política y psicóloga argentina perteneciente al partido Nuevo Encuentro.
Actualmente se desempeña como diputada nacional por la provincia de Buenos Aires, tras haber sido elegida en las elecciones legislativas de 2017, en las cuales participó a través de la lista Unidad Ciudadana. Forma parte del bloque Frente para la Victoria - Partido Justicialista. Preside la Comisión de Mujeres y Diversidad de la Cámara de Diputados de la Nación Argentina.

## Estudios y carrera profesional
Macha nació en el barrio de Caballito de la Ciudad de Buenos Aires. Asistió al Colegio Nacional Normal Superior Nº 4. Es Psicóloga, recibida en la UBA en el año 2000. Su formación se centró en temas de Salud Pública y en especial en problemáticas de Salud Mental. Es Magíster en Epidemiología, Gestión y Políticas de Salud (UNLA) y actualmente Doctorándose en Salud Colectiva (UNLA).
Vive en Castelar, partido de Morón, desde 1992. Está casada con Martín Sabbatella, exintendente de ese partido y presidente del partido Nuevo Encuentro, que ella integra.

## Carrera política

### Inicios y gestión en Morón
Durante la gestión de Sabbatella y de su sucesor Lucas Ghi en la intendencia de Morón, Macha tuvo un rol en la formación del partido Nuevo Morón, que luego se convertiría en Encuentro por la Democracia y la Equidad, y finalmente en Nuevo Encuentro. Además de participar de la mesa de conducción nacional del partido, creó el Frente de Mujeres de la fuerza. 
Ocupó además el cargo de áreas socio-sanitarias del Municipio de Morón, adonde llegó a ser Secretaria de Políticas Socio-Sanitarias y Abordajes Integrales. Fue impulsora del equipo especializado en violencia y políticas de género de este Municipio, pionero en la Argentina y con amplio reconocimiento internacional.[cita requerida]

### Senadora provincial (2013-2017)
En el año 2013, pasó a ocupar una banca en el Senado de la Provincia de Buenos Aires, donde presidió dos años la Comisión de Derechos Humanos, impulsando el Espacio Legislativo de Derechos Humanos de la Provincia, y participando con destacado protagonismo en innumerables espacios de trabajo y discusión en materia de violencia institucional, situación carcelaria, salud mental y violencia de género en la Provincia de Buenos Aires.
Ha presentado más de 130 proyectos[cita requerida], de los cuales varios se han convertido en Ley: entre otras, es autora de la Ley de Fiscalías especializadas en Violencia Institucional, la Ley de reforma del Programa provincial de Salud Sexual y Reproductiva y de la Ley provincial de Amicus Curiae.
Impulsó también diversos proyectos de Ley en materia de hábitat y derechos sociales y fue representante del Senado en el Consejo Provincial de Hábitat de la Provincia de Buenos Aires. Luego presidió la Comisión de Libertad de expresión y ha presentado también una propuesta integral legislativa en materia de Derecho a la comunicación en la provincia de Buenos Aires.

### Diputada nacional (2017-)
Fue elegida diputada nacional en 2017, cuando ocupó el séptimo lugar en la lista de Unidad Ciudadana. 
Desde allí impulsó varios proyectos, entre los que se destacan el de Despenalización del Aborto; Macha fue coautora y una de las primeras cuatro firmantes del proyecto, además de la representante (junto con Mayra Mendoza) de los diputados del bloque FPV-PJ que aprueban el proyecto, y encargada de dialogar con diputadas y diputados de otros bloques para conseguir más firmas y apoyos. También firmó proyectos de rechazo a la violencia institucional, el ingreso de la policía a escuelas y la postura del gobierno ante casos de "gatillo fácil".